# Papillaria socia
Papillaria socia är en bladmossart som beskrevs av Johan Ångström 1876. Papillaria socia ingår i släktet Papillaria och familjen Meteoriaceae. Inga underarter finns listade i Catalogue of Life.